# Dual-SIM-Adapter

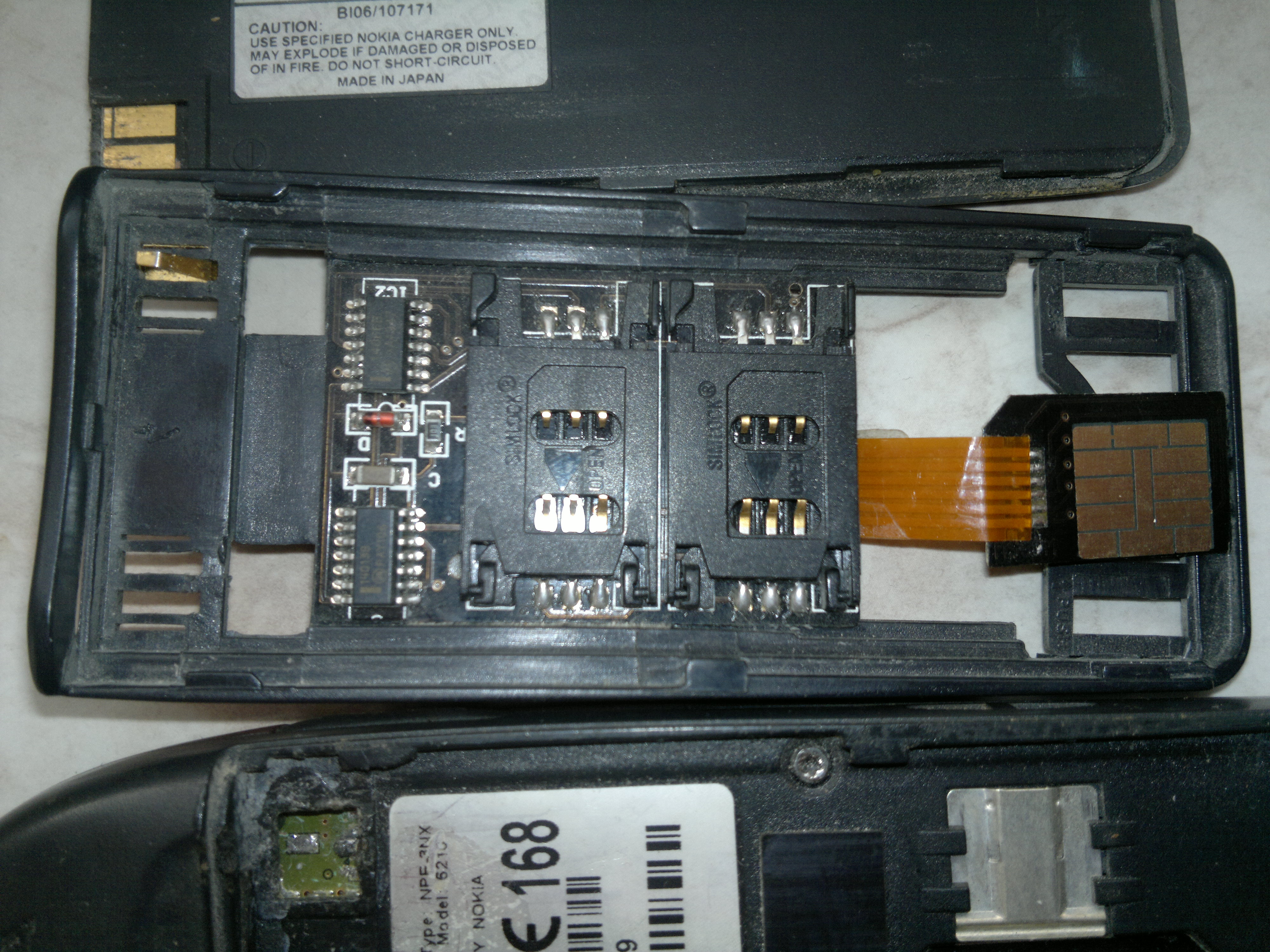
Dual-Sim-Adapter in einem Nokia 6210. Wird anstelle des Akkus aufs Gerät geschoben und der Akku dann auf den Adapter

Unter einem Dual-SIM-Adapter versteht man ein Zubehörteil für ein Mobiltelefon, das an den SIM-Kartenschacht angeschlossen wird und selbst zwei oder mehr SIM-Karten aufnehmen kann. Dadurch können mit einem Gerät mehrere SIM-Karten genutzt werden, aber nicht wie bei einem echten Dual-SIM-Handy simultan (gleichzeitig), sondern alternativ (abwechselnd) – der Dual-SIM-Adapter verleiht dem Handy also nicht zwei Empfangseinheiten.

## Verwendung
Durch Verwendung eines Dual-SIM-Adapters wird vermieden, beim Gebrauch mehrerer Netzkarten (zum Beispiel dienstlich/privat oder Heimatland/Ausland) mehrere Mobiltelefone mit sich führen zu müssen.
Das lässt sich alternativ auch mit nur einer speziellen SIM-Karte erreichen, die zwei Telefonnummern trägt, bei T-Mobile Twinbill genannt. Auch hier ist immer nur eine Nummer für ausgehende Gespräche aktiv, der Provider leitet eingehende Gespräche aber automatisch um, so dass der Kunde immer gleichzeitig unter beiden Nummern erreichbar ist.

## Technik
Als Sonderform sind auch besondere Handy-Akkus mit integriertem Dual-SIM-Adapter auf dem Markt.
Das Umschalten zwischen den beiden SIM-Karten kann per Aus-/Einschalten oder per Menü oder Zifferncode erfolgen.
Bei manchen Adaptern müssen die SIM-Karten zurechtgeschnitten werden; die beiden verkleinerten Karten werden dann in den Adapter und dieser wiederum an die Stelle der SIM-Karte im Mobiltelefon eingelegt. Andere Adaptertypen funktionieren ohne Zerschneiden – dort wird die zweite SIM-Karte über ein kurzes Kabel z. B. zwischen Akku und Gehäusedeckel geführt. Ein Vorteil der Adapter mit Zurechtschneiden der Karten ist, dass sie mechanisch in fast alle Mobiltelefone passen; ein Nachteil ist, dass das Zurechtschneiden der Karten nicht völlig gefahrlos ist und manche SIM-Karten nicht zurechtgeschnitten werden können, da der integrierte Chip größer als üblich ist und in Bereiche der Karte hineinreicht, die eigentlich abgeschnitten werden müssten.
Nicht alle Adapter unterstützen UMTS-Betrieb. Kompatibilitätsprobleme sind nicht unüblich und nicht nur von Adapter und Handy, sondern auch von den benutzten SIM-Karten abhängig.